# Robert Morris (politico)
Robert Morris (Liverpool, 20 gennaio 1734 – Filadelfia, 8 maggio 1806) è stato un politico e finanziere statunitense.
È stato un commerciante di origine inglese e padre fondatore degli Stati Uniti. Ha servito come membro della legislatura della Pennsylvania, del Secondo congresso continentale e del Senato degli Stati Uniti, ed è stato un firmatario della Dichiarazione d'indipendenza, degli Articoli della Confederazione e della Costituzione degli Stati Uniti. Dal 1781 al 1784, è stato sovrintendente alle finanze degli Stati Uniti, diventando noto come il "finanziatore della rivoluzione". Insieme ad Alexander Hamilton e Albert Gallatin, è ampiamente considerato come uno dei fondatori del sistema finanziario degli Stati Uniti.
Eletto al Congresso continentale, fu tra i firmatari della Dichiarazione d'indipendenza degli Stati Uniti.

## Biografia
Nato a Liverpool, Morris è emigrato negli Stati Uniti da adolescente, diventando rapidamente partner di una società di spedizioni di successo con sede a Filadelfia. All'indomani della guerra franco-indiana, Morris si unì ad altri commercianti in opposizione alle politiche fiscali britanniche come lo Stamp Act del 1765. Dopo lo scoppio della guerra rivoluzionaria americana, aiutò a procurare armi e munizioni per la causa rivoluzionaria, e alla fine del 1775 fu scelto come delegato al Secondo congresso continentale. Come membro del Congresso, ha fatto parte del Comitato segreto per il commercio, che ha gestito l'approvvigionamento di forniture, il Comitato di corrispondenza, che ha gestito gli affari esteri e il Comitato marittimo, che ha supervisionato la Marina continentale. Morris fu un membro di spicco del Congresso fino a quando non si dimise nel 1778. Fuori sede, Morris si concentrò nuovamente sulla sua carriera mercantile e vinse le elezioni per l'Assemblea della Pennsylvania, dove divenne un leader della fazione "repubblicana" che cercava modificare la Costituzione della Pennsylvania.
Di fronte a una difficile situazione finanziaria nella guerra rivoluzionaria in corso, nel 1781 il Congresso stabilì la posizione di Soprintendente alle finanze per supervisionare le questioni finanziarie. Morris accettò l'incarico di Sovrintendente alle Finanze e prestò servizio anche come Agente di Marina, da cui controllava la Marina continentale. Aiutò a fornire rifornimenti all'esercito continentale sotto il generale George Washington, consentendo la vittoria decisiva di Washington nella battaglia di Yorktown. Morris riformò anche i contratti del governo e fondò la Bank of North America, la prima banca ad operare negli Stati Uniti. Morris riteneva che il governo nazionale non sarebbe stato in grado di raggiungere la stabilità finanziaria senza il potere di riscuotere tasse e tariffe, ma non è stato in grado di convincere tutti i tredici Stati a concordare un emendamento allo Statuto della Confederazione. Frustrato dalla debolezza del governo nazionale, Morris si dimise da sovrintendente alle finanze nel 1784.
Nel 1787, Morris fu selezionato come delegato alla Convenzione di Filadelfia, che scrisse e propose una nuova costituzione per gli Stati Uniti. Morris parlava raramente durante le convention, ma la costituzione prodotta dalla convention rifletteva molte delle sue idee. Morris e i suoi alleati contribuirono a garantire che la Pennsylvania ratificasse la nuova costituzione, e il documento fu ratificato dal numero necessario di stati entro la fine del 1788. Il legislatore della Pennsylvania successivamente elesse Morris come uno dei suoi due rappresentanti inaugurali al Senato degli Stati Uniti. Morris declinò l'offerta di Washington come primo segretario al tesoro della nazione, suggerendo invece Alexander Hamilton per la posizione. Al Senato, Morris appoggiò il programma economico di Hamilton e si allineò al Partito Federalista. Durante e dopo il suo servizio al Senato, Morris si indebitò profondamente speculando sui terreni. Incapace di pagare i suoi creditori, fu rinchiuso nella prigione dei debitori dal 1798 al 1801. Dopo essere stato rilasciato dalla prigione, visse una vita tranquilla e privata in una modesta casa a Filadelfia fino alla sua morte nel 1806.